# Norwegische Badmintonmeisterschaft 1995
Die Norwegische Badmintonmeisterschaft 1995 fand im Februar 1995 in Oslo statt. Es war die 51. Austragung der nationalen Meisterschaften von Norwegen im Badminton.

## Titelträger
| Disziplin    | Sieger                          |
| ------------ | ------------------------------- |
| Herreneinzel | Hans Sperre jr.                 |
| Dameneinzel  | Camilla Silwer                  |
| Herrendoppel | Erik Lia Trond Wåland           |
| Damendoppel  | Sissel Linderoth Camilla Silwer |
| Mixed        | Trond Wåland Camilla Silwer     |